# Tissafernes
Tissafernes (persa Ciθrafarna, grego Τισσαφέρνης;? — 395 a.C.) foi um soldado e estadista persa, neto de Hidarnes.
Em 413 a.C. era o sátrapa da Lídia e Cária, e comandante-em-chefe do exército persa na Ásia Menor. Quando Dario II ordenou a coleta do tributo que as cidades gregas tinham em dívida, fez uma aliança com Esparta contra Atenas, o que em 412 a.C. levou à conquista de grande parte da Jónia. Porém, Tissafernes não estava disposto a iniciar um conflito armado e tentou atingir os seus propósitos por meio de astutas e muitas vezes perfidiosas negociações; Alcibíades persuadiu-o de que a melhor política para a Pérsia seria a de manter o equilíbrio entre Atenas e Esparta, e a rivalidade com o seu vizinho Farnabazo II da Frígia diminuiu ainda mais a sua energia. Assim, quando em 408 a.C. o rei decidiu apoiar fortemente Esparta, Tissafernes foi removido do seu cargo de general e os seus poderes ficaram limitados à satrapia da Cária, enquanto a Lídia e a condução da guerra foram confiadas a Ciro, o Jovem.
Após a queda de Atenas, tanto Ciro como Tissafernes reclamaram jurisdição sobre as cidades jónicas, a maioria das quais reconheceram Ciro como seu governante; porém, Tissafernes apoderou-se de Mileto, onde foi atacado por Ciro, que a coberto desta ação reuiniu um exército com o propósito de usá-lo contra o seu irmão Artaxerxes II. O rei foi avisado por Tissafernes, que participou na batalha de Cunaxa, e mais tarde tentou destruir os mercenários gregos de Ciro atraiçoando-os.
Foi então enviado de regresso à Ásia Menor reocupando o seu antigo cargo como comandante-em-chefe e sátrapa da Lídia e Cária. Atacou as cidades gregas, como castigo pelas suas alianças com Ciro. Tais ações conduziram à guerra com Esparta em 399 a.C.. Tissafernes recorreu mais uma vez à diplomacia subtil, mas foi derrotado por Agesilau II junto do Pactolo próximo de Sardes (395 a.C.). Por fim, o rei cedeu às pressões de Farnabazo, fortemente apoiado pelo quiliarca Titraustes e pela rainha-mãe Parisátide, que odiava Tissafernes por o considerar responsável pela morte do seu filho favorito, Ciro. Titraustes foi enviado para executar Tissafernes, o qual foi atraído à residência de Arieu em Colossas onde foi morto.